# Neopanorpa choui
Neopanorpa choui är en näbbsländeart som beskrevs av Cheng 1950. Neopanorpa choui ingår i släktet Neopanorpa och familjen skorpionsländor. Inga underarter finns listade i Catalogue of Life.